# Josep Artigas Morraja
|  | Aquest article tracta sobre un esportista. Si cerqueu el ceramista, vegeu «Josep Llorens i Artigas». |

Josep Artigas Morraja   (Terrassa, 31 d'octubre de 1923 - Terrassa, 8 de gener de 2011) fou un jugador català de futbol que destacà per la seva gran qualitat i la seva capacitat de lideratge.

## Trajectòria
Inicià la seva carrera al Terrassa FC, passant després pel FC Barcelona Amateur i pel Girona FC. Va arribar al RCD Espanyol l'any 1947, on va jugar durant 8 temporades. Va jugar en la posició d'organitzador de l'equip català entrenat per Alejandro Scopelli, junt amb Francesc Xavier Marcet. Jugà un total de 152 partits oficials a l'equip. Es retirà el 1956 després de jugar la darrera temporada al Cadis.
Va jugar un partit amistós amb la selecció espanyola a Dalymount Park (Dublín) contra Irlanda, i dos amb la selecció catalana l'any 1950.
El seu germà Manel Artigas Morraja també fou futbolista.